# Herbert Kitchener
O Marechal-de-campo Horatio Herbert Kitchener, 1º Conde Kitchener, KG, KP, GCB, OM, GCSI, GCMG, GCIE, ADC, PC (24 de junho de 1850 — 5 de junho de 1916) foi um militar graduado do Exército Britânico e administrador colonial que ganhou notoriedade por suas campanhas imperiais, incluindo ordens dadas de "terra arrasada" contra os bôeres e estabelecimento de campos de concentração na África do Sul durante a Segunda Guerra dos Bôeres. Ele mais tarde se envolveu no comando de operações militares no começo da Primeira Grande Guerra, na posição de Secretário de Estado para assuntos de guerra.

## Biografia

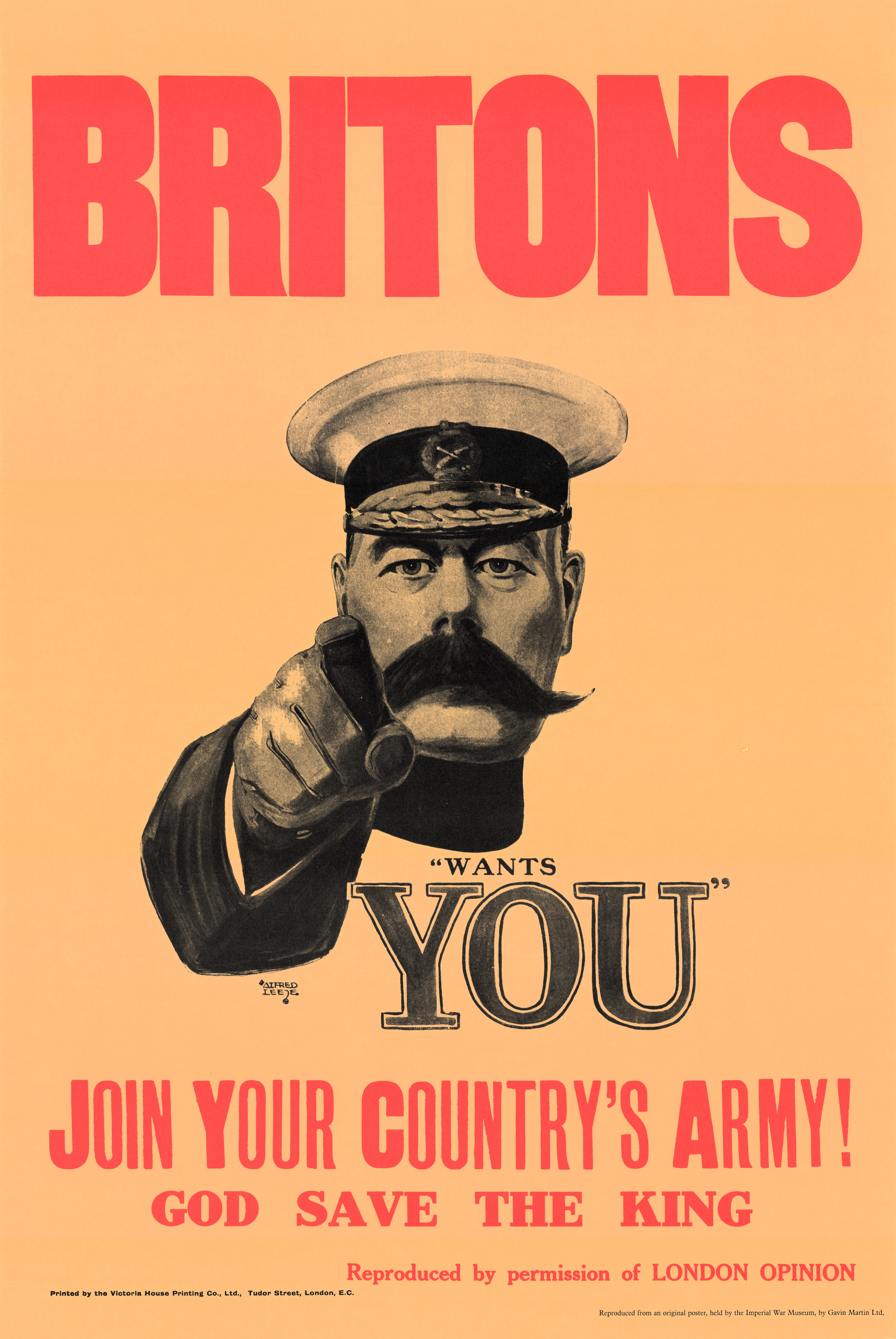
Cartaz de alistamento para a Primeira Guerra Mundial por Alfred Leete (1882–1933). A imagem do cartaz é um retrato de Kitchener.

Nascido em Ballylongford, perto de Listowel, no sul da Irlanda, Kitchener vinha de uma família de vocação militar. Ele se alistou em 1871 e foi educado na Acadêmia Real. Sua carreira militar como um oficial no exército britânico foi promissora e ele subiu rápido pelas patentes. Em 1898, derrotou os Madistas na Batalha de Ondurmã e garantiu o controle britânico sobre o Sudão. Por seus feitos, foi tornado nobre, agora Lorde Kitchener de Cartum, se qualificando para a Câmara dos Lordes com o título equivalente a Conde (Earl). Logo em seguida, serviu como Chefe do Estado-Maior (1900–1902) das tropas imperiais durante a Segunda Guerra dos Bôeres e, junto com Lorde Roberts, conquistou as Repúblicas Bôeres de Transvaal e Orange, destruindo a guerrilha inimiga e aprisionando milhares de civis em campos de concentração, com muitos morrendo devido a doenças. Foi então apontado Comandante-em-Chefe do exército britânico na Índia (1902–09). Kitchener, após muitas brigas com outro proeminente procônsul, George Curzon, foi transferido para o Egito como Agente Britânico e Cônsul-Geral (de facto administrador).
Em 1914, no começo da Primeira Guerra Mundial, Kitchener foi apontado para o cargo de Secretário de Estado da Guerra, no Gabinete Ministerial. Indo contra a opinião geral da liderança militar britânica, ele previu que a guerra se arrastaria por anos e começou a organizar um grande exército voluntário e supervisionou um aumento na produção de materiais para apoiar as tropas na Frente Ocidental. Embora tenha avisado a respeito do despreparo que o país tinha para encarar uma longa guerra de atrito, ele foi culpado pela falta de munição nos frontes de batalha na primavera de 1915 e foi destituído de parte de sua autoridade.
Em 5 de junho de 1916, Kitchener estava a caminho da Rússia para negociações de governo, a bordo do HMS Hampshire, quando a embarcação foi atingida por uma mina alemã e afundou, a cerca de 2,4 km das ilhas Órcades, na costa da Escócia. Kitchener estava entre os 737 passageiros que morreram no incidente.